# Vivar de Fuentidueña
Vivar de Fuentidueña es una localidad española, constituida como entidad local menor, del municipio de Laguna de Contreras, en la provincia de Segovia, comunidad autónoma de Castilla y León. En 1964 se autoriza la constitución de la Entidad Local Menor de Vivar de Fuentidueña en el término municipal de Laguna de Contreras.

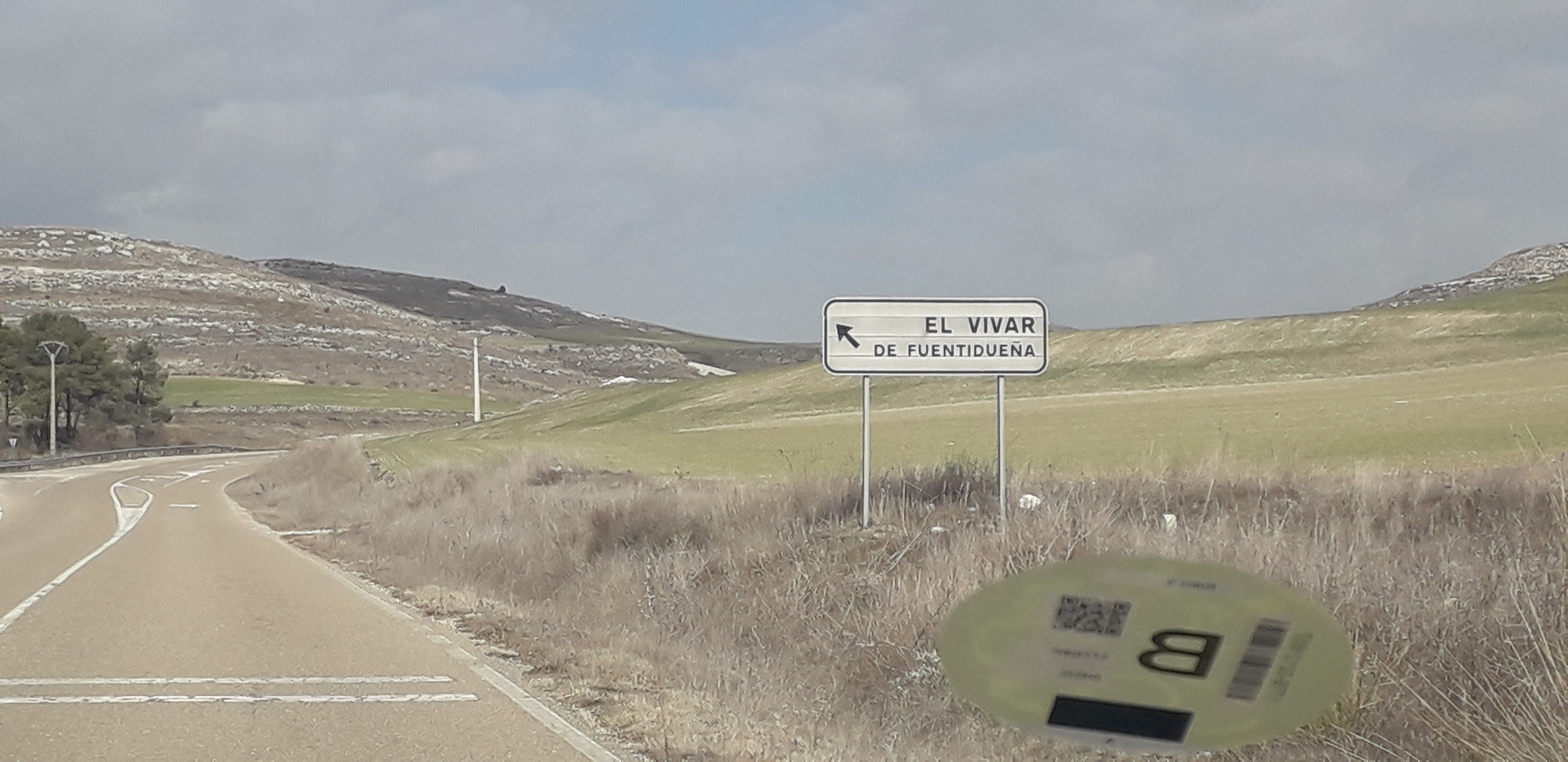
Desvío de la carretera hacia Señal a El Vivar de Fuentidueña

## Geografía

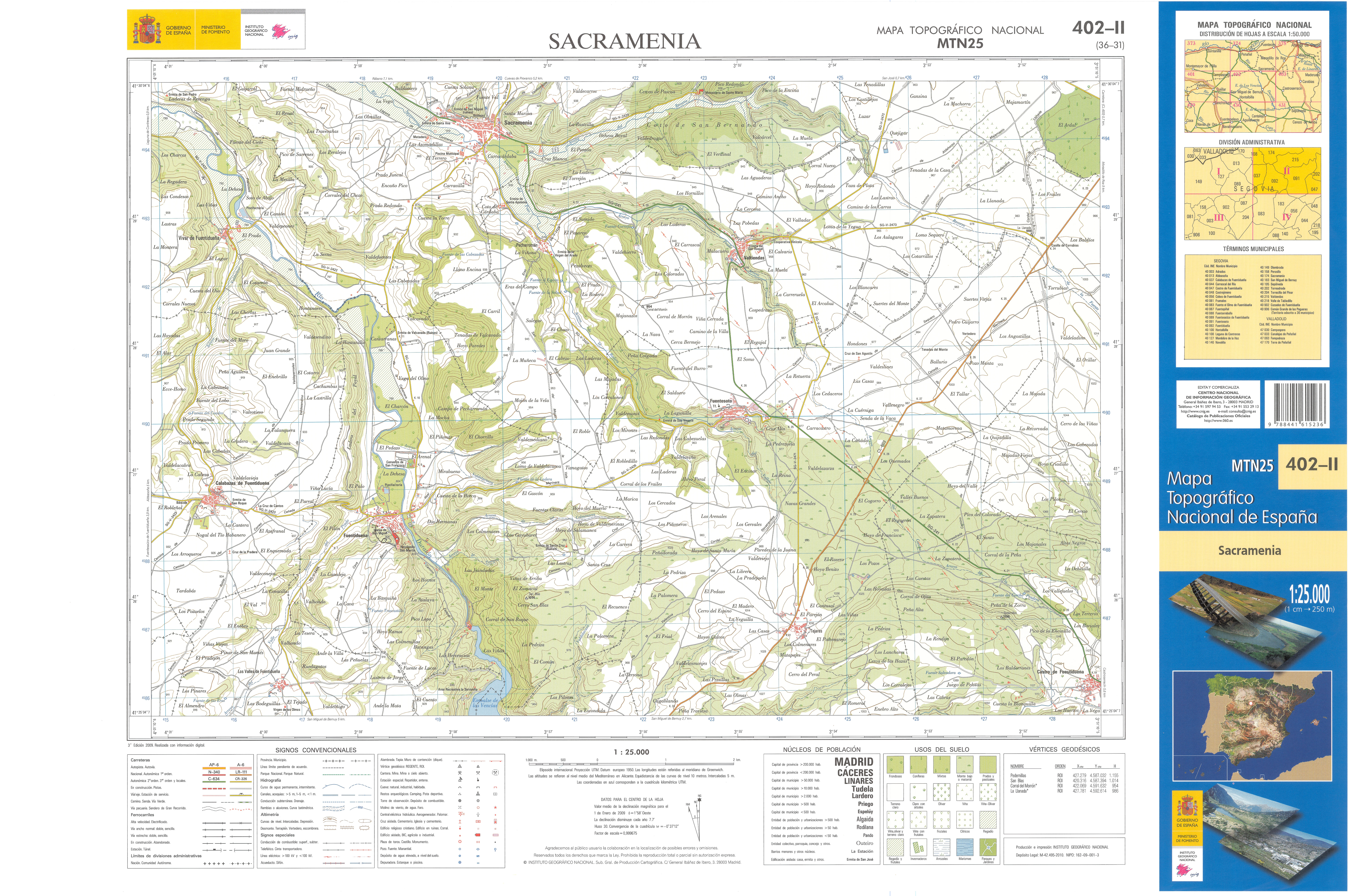
Fragmento de la hoja 402 del Mapa Topográfico Nacional de España de 2009 en el que se representa parte de El Vivar

### Ubicación

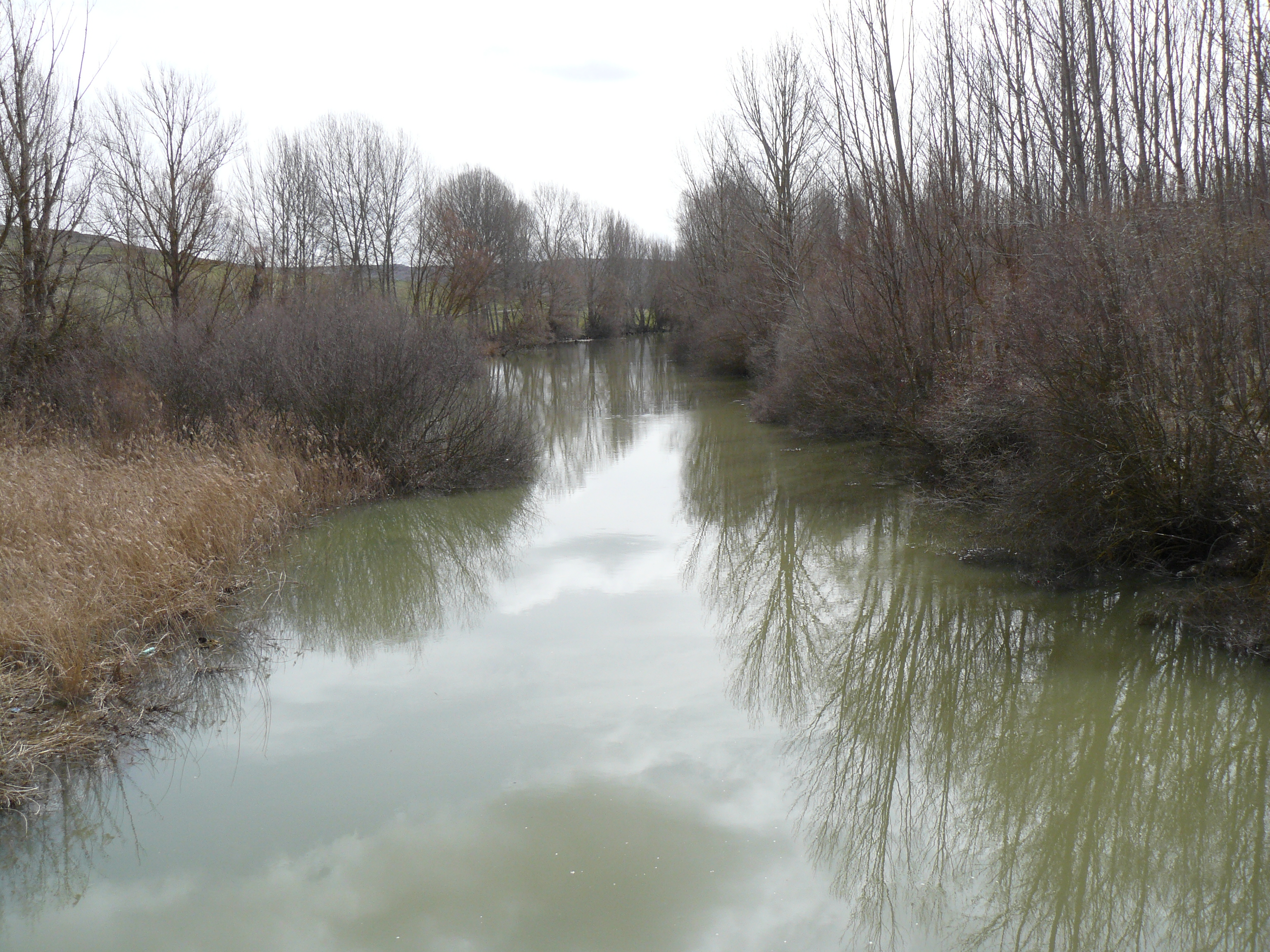
Río Duratón a su paso por el término de El Vivar

La localidad de Vivar de Fuentidueña se encuentra situada en la zona central de la península ibérica, en el extremo norte de la provincia de Segovia, a orillas del río Duratón y próxima a Sacramenia.
| Noroeste: Laguna de Contreras | Norte: Laguna de Contreras    | Noreste: Sacramenia  |
| Oeste: Aldeasoña              |                               | Este: Sacramenia     |
| Suroeste: Aldeasoña           | Sur: Calabazas de Fuentidueña | Sureste: Fuentidueña |

### Clima
El clima de Vivar de Fuentidueña es mediterráneo continentalizado, como consecuencia de la elevada altitud y su alejamiento de la costa, sus principales características son:
- La temperatura media anual es de 11,40 °C con una importante oscilación térmica entre el día y la noche que puede superar los 20 °C. Los inviernos son largos y fríos, con frecuentes nieblas y heladas, mientras que los veranos son cortos y calurosos, con máximas en torno a los 30 °C, pero mínimas frescas, superando ligeramente los 13 °C.
- Las precipitaciones anuales son escasas (451,60mm) pero se distribuyen de manera relativamente equilibrada a lo largo del año excepto en el verano que es la estación más seca (72,80mm). Las montañas que delimitan la meseta retienen los vientos y las lluvias, excepto por el Oeste, donde la ausencia de grandes montañas abre un pasillo al Océano Atlántico por el que penetran la mayoría de las precipitaciones que llegan a Vivar de Fuentidueña.

| Precipitaciones por estación (mm) |        |        |          |        |
| Primavera                         | Verano | Otoño  | Invierno | TOTAL  |
| 131,70                            | 72,80  | 123,10 | 124,00   | 451,60 |

En la Clasificación climática de Köppen se corresponde con un clima Csb (oceánico mediterráneo), una transición entre el Csa (mediterráneo) y el Cfb (oceánico) producto de la altitud. A diferencia del mediterráneo presenta un verano más suave, pero al contrario que en el oceánico hay una estación seca en los meses más cálidos.
| Parámetros climáticos promedio de Aldeasoña en el periodo 1966-2003                                                             | Parámetros climáticos promedio de Aldeasoña en el periodo 1966-2003 | Parámetros climáticos promedio de Aldeasoña en el periodo 1966-2003 | Parámetros climáticos promedio de Aldeasoña en el periodo 1966-2003 | Parámetros climáticos promedio de Aldeasoña en el periodo 1966-2003 | Parámetros climáticos promedio de Aldeasoña en el periodo 1966-2003 | Parámetros climáticos promedio de Aldeasoña en el periodo 1966-2003 | Parámetros climáticos promedio de Aldeasoña en el periodo 1966-2003 | Parámetros climáticos promedio de Aldeasoña en el periodo 1966-2003 | Parámetros climáticos promedio de Aldeasoña en el periodo 1966-2003 | Parámetros climáticos promedio de Aldeasoña en el periodo 1966-2003 | Parámetros climáticos promedio de Aldeasoña en el periodo 1966-2003 | Parámetros climáticos promedio de Aldeasoña en el periodo 1966-2003 | Parámetros climáticos promedio de Aldeasoña en el periodo 1966-2003 |
| Mes | Ene.                                                                | Feb.                                                                | Mar.                                                                | Abr.                                                                | May.                                                                | Jun.                                                                | Jul.                                                                | Ago.                                                                | Sep.                                                                | Oct.                                                                | Nov.                                                                | Dic.                                                                | Anual                                                               |
| --- | ------------------------------------------------------------------- | ------------------------------------------------------------------- | ------------------------------------------------------------------- | ------------------------------------------------------------------- | ------------------------------------------------------------------- | ------------------------------------------------------------------- | ------------------------------------------------------------------- | ------------------------------------------------------------------- | ------------------------------------------------------------------- | ------------------------------------------------------------------- | ------------------------------------------------------------------- | ------------------------------------------------------------------- | ------------------------------------------------------------------- |
| Precipitación total (mm) | 44.00                                                               | 39.20                                                               | 30.70                                                               | 47.60                                                               | 53.40                                                               | 33.40                                                               | 18.60                                                               | 20.80                                                               | 27.50                                                               | 46.80                                                               | 48.80                                                               | 40.90                                                               | 451.60                                                              |
| Fuente: Ministerio de Agricultura, Alimentación y Medio Ambiente. Datos de precipitación para el periodo 1966-2003 en Aldeasoña |                                                                     |                                                                     |                                                                     |                                                                     |                                                                     |                                                                     |                                                                     |                                                                     |                                                                     |                                                                     |                                                                     |                                                                     |                                                                     |

La inversión térmica es frecuente en Vivar de Fuentidueña, especialmente en invierno, en situaciones anticiclónicas fuertes que impiden el ascenso del aire y concentran la poca humedad en el valle del Río Duratón, dando lugar a nieblas persistentes y heladas. Este fenómeno finaliza cuando al calentarse el aire que está en contacto con el suelo se restablece la circulación normal en la troposfera; suele ser cuestión de horas, pero en condiciones meteorológicas desfavorables la inversión puede persistir durante días.

## Historia
Fundada o repoblada durante la Reconquista a expensas de la Comunidad de Villa y Tierra de Fuentidueña, a la que pertenece desde entonces.
Según la tradición, inicialmente se conocía con el nombre de «Nágera», pero pasó al nombre actual cuando los infantes de Carrión perdieron un pleito con el Cid Campeador teniendo que devolverle la dote aportada, y dado que no la conservaban dieron posesiones familiares, entre ellas Nágera, cambiando de nombre tiempo después.
Ya el 1 de junio de 1247 es citado El Vivar, en un documento que se corresponde a un documento eclesiástico escrito del Archivo Catedralicio de Segovia como consecuencia de las relaciones de préstamo efectuadas por la mesa episcopal y por la de los canónigos a los colonos que trabajan las tierras propiedad de la Iglesia además de los prestimonios del cardenal Gil de Torres.
En 1845 fue agregado al término municipal de Laguna de Contreras, siendo desprovisto de la capacidad de autogestión vigente desde el medievo. En 1964 la recuperó parcialmente, cuando se constituyó como una Entidad Local Menor, que aunque sigue dependiendo de Laguna de Contreras, mantiene ayuntamiento y alcaldía sin dedicación.

## Demografía
| Gráfica de evolución demográfica de Vivar de Fuentidueña entre 1842 y 2023 |
| |
| Población de derecho (1842 que es población de hecho) según los censos de población del siglo XIX. Población residente (2000-2022) según los censos de población del INE. Población según el padrón municipal de 2023 del INE. |

## Administración y política
Depende del Ayuntamiento de Laguna de Contreras, pero cuenta con su propia alcaldía con cierto grado de autogestión al ser una entidad local menor desde 1964.
| Periodo   | Nombre                       | Partido |
| --------- | ---------------------------- | ------- |
| 1991-1995 | Evelio Pascual Gómez         | PP      |
| 1995-1999 | Evelio Pascual Gómez         | PP      |
| 1999-2003 | Evelio Pascual Gómez         | PP      |
| 2003-2007 | Ángel Izquierdo de La Fuente | PP      |
| 2007-2011 | Ángel Izquierdo de La Fuente | PP      |
| 2011-2015 | Ángel Izquierdo de La Fuente | PP      |
| 2015-2019 | Ángel Izquierdo de La Fuente | PP      |
| 2019-2023 | Santiago Lobo Pulido         | PP      |
| 2023-act. | Santiago Lobo Pulido         | PP      |

### Organización municipal
Como Entidad Local Menor, dispone de una Junta Vecinal regulada por la Ley de Régimen Local de 1998 de Castilla y León. Al frente de esta Junta Vecinal hay un Alcalde Pedáneo, elegido democráticamente por los viveños. Este Alcalde Pedáneo nombra a un miembro de la Junta Vecinal, que se completa con el candidato de la segunda lista más votada.

## Cultura

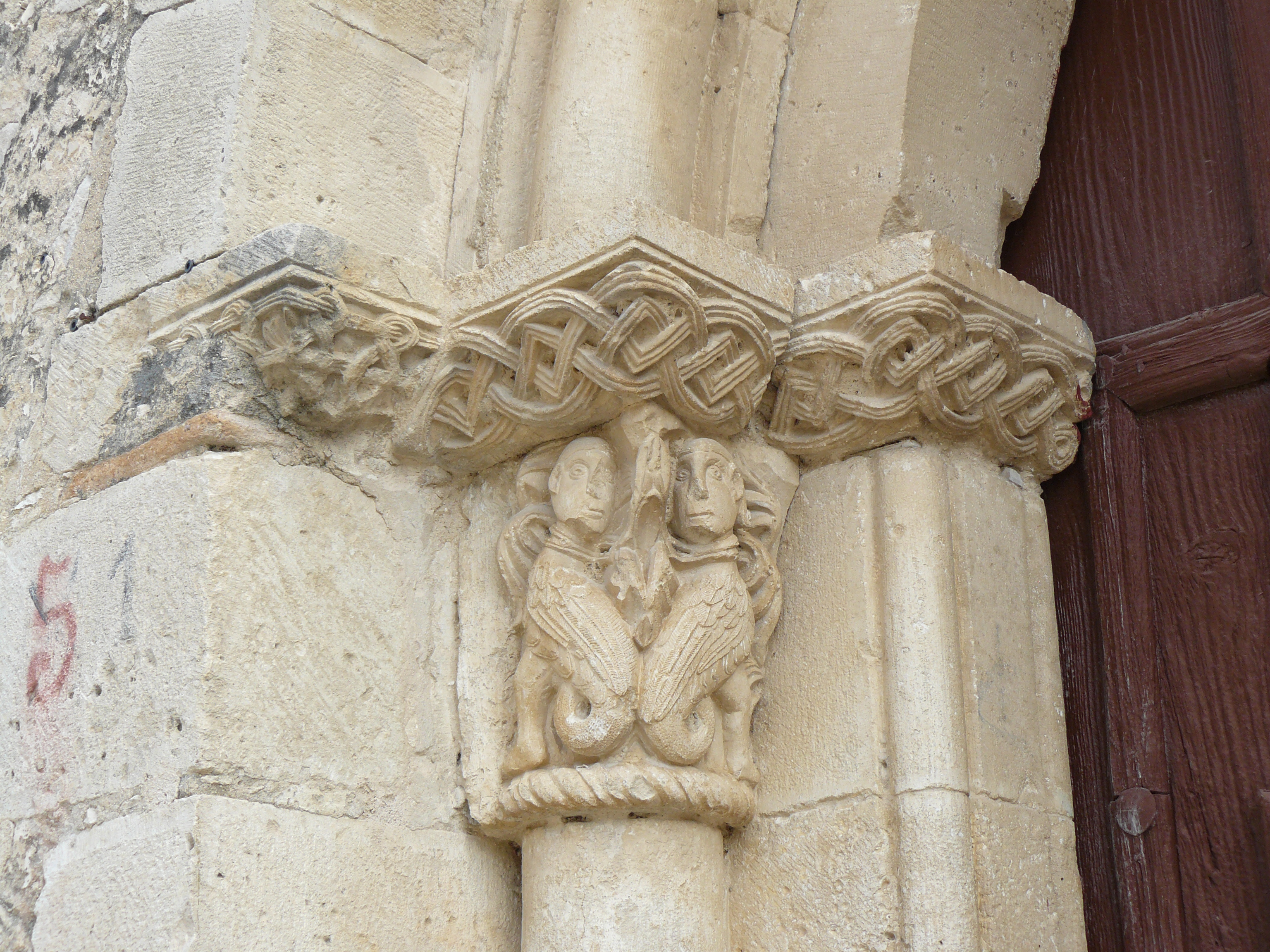
Uno de los capiteles de la Iglesia de Santa María Magdalena

### Patrimonio
- Iglesia de Santa María Magdalena, templo románico en el que destaca su portada con dos capiteles de figuras de animales, obra del Maestro de Iglesia de San Miguel de Fuentidueña. En su interior sobresale el altar mayor y un retablo lateral con pinturas renacentistas del Maestro de Maello.
- Fuente del Diablo, construida en 1917 y situada junto a la iglesia, cuenta con un estanque.
- Espacios naturales: lago de pesca El Vivar y la ribera del río Duratón.
- Antiguos palomares.
- Bodegas típicas.[6][9]

### Fiestas
- San Gregorio, el 9 de mayo
- Santa María Magdalena, el 22 de julio.
- Semana cultural en verano.[6]